# الخزلة (الملاجم)

تعديل مصدري - تعديل

الخزلة هي إحدى قرى عزلة ذى خير بمديرية الملاجم التابعة لمحافظة البيضاء، بلغ تعداد سكانها 137 نسمة حسب تعداد اليمن لعام 2004.